# マーシー・マーシー・マーシー (アルバム)
『マーシー・マーシー・マーシー』（原題：Mercy, Mercy, Mercy! Live at "The Club"）は、アメリカ合衆国のジャズ・サクソフォーン奏者、キャノンボール・アダレイが1966年に録音・1967年に発表したライブ・アルバム。ただし、録音はキャピトル・スタジオ内で行われた。

## 背景
オリジナルLPのライナーノーツでは、シカゴの「クラブ・デ・リサ」録音のライブ・アルバムと記載されていたが、1995年の再発CDを監修したマイケル・カスクーナによれば、プロデューサーのデヴィッド・アクセルロッドから、実はキャピトル・スタジオの中でも大規模の「スタジオA」で観客を招待し録音された事実を明かされたという。アダレイは本作に先立つ1966年3月、実際に「クラブ・デ・リサ」でライブ録音を行ったが、当時この音源はお蔵入りとなり、2005年にアルバム『Money in the Pocket』として発表された。なお、当時アダレイのグループのピアニストだったジョー・ザヴィヌルによれば、収録曲「マーシー・マーシー・マーシー」の演奏で通常のピアノでなくウーリッツァー社のエレクトリックピアノを使おうと考え、この楽器を置いているスタジオを探したところ、キャピトル・スタジオに行き着いたという。

## 反響
本作からの先行シングル「マーシー・マーシー・マーシー」はBillboard Hot 100で11位、『ビルボード』のR&Bシングル・チャートで2位を記録した。そして、本作はアメリカの総合アルバム・チャートBillboard 200で13位に達し、『ビルボード』のジャズ・アルバム・チャートとR&Bアルバム・チャートでは、いずれも1位を獲得した。

## 評価
第10回グラミー賞では、本作が最優秀インストゥルメンタル・ジャズ・パフォーマンス（小編成グループ）賞を受賞し、収録曲「マーシー・マーシー・マーシー」が最優秀インストゥルメンタル・テーマ賞にノミネートされた。本作は2021年度のグラミーの殿堂入りを果たした。
スティーヴ・ヒューイはオールミュージックにおいて満点の5点を付け「アダレイはこの時点で、土臭いソウル・ジャズと、現代的かつ絶妙に進化したポスト・バップを、独自の形で融合させており、ジャズ的なハーモニーやリズムをブルースやゴスペルの感触で満たした、稀有な例である」と評している。

## 収録曲
1. イントロダクション〜ファン - "Introduction/Fun" (Nat Adderley) - 8:28
2. ゲームズ - "Games" (N. Adderley) - 7:26
3. マーシー・マーシー・マーシー - "Mercy, Mercy, Mercy" (Joe Zawinul) - 4:59
4. スティックス - "Sticks" (Cannonball Adderley) - 3:55
5. ヒッポデルフィア - "Hippodelphia" (J. Zawinul) - 5:50
6. サック・オー・ウー - "Sack O' Woe" (C. Adderley) - 10:31

## 参加ミュージシャン
- キャノンボール・アダレイ - アルト・サクソフォーン
- ナット・アダレイ - コルネット
- ジョー・ザヴィヌル - ピアノ、エレクトリックピアノ
- ヴィクター・ガスキン - ベース
- ロイ・マッカーディ（英語版） - ドラムス